# 갈고

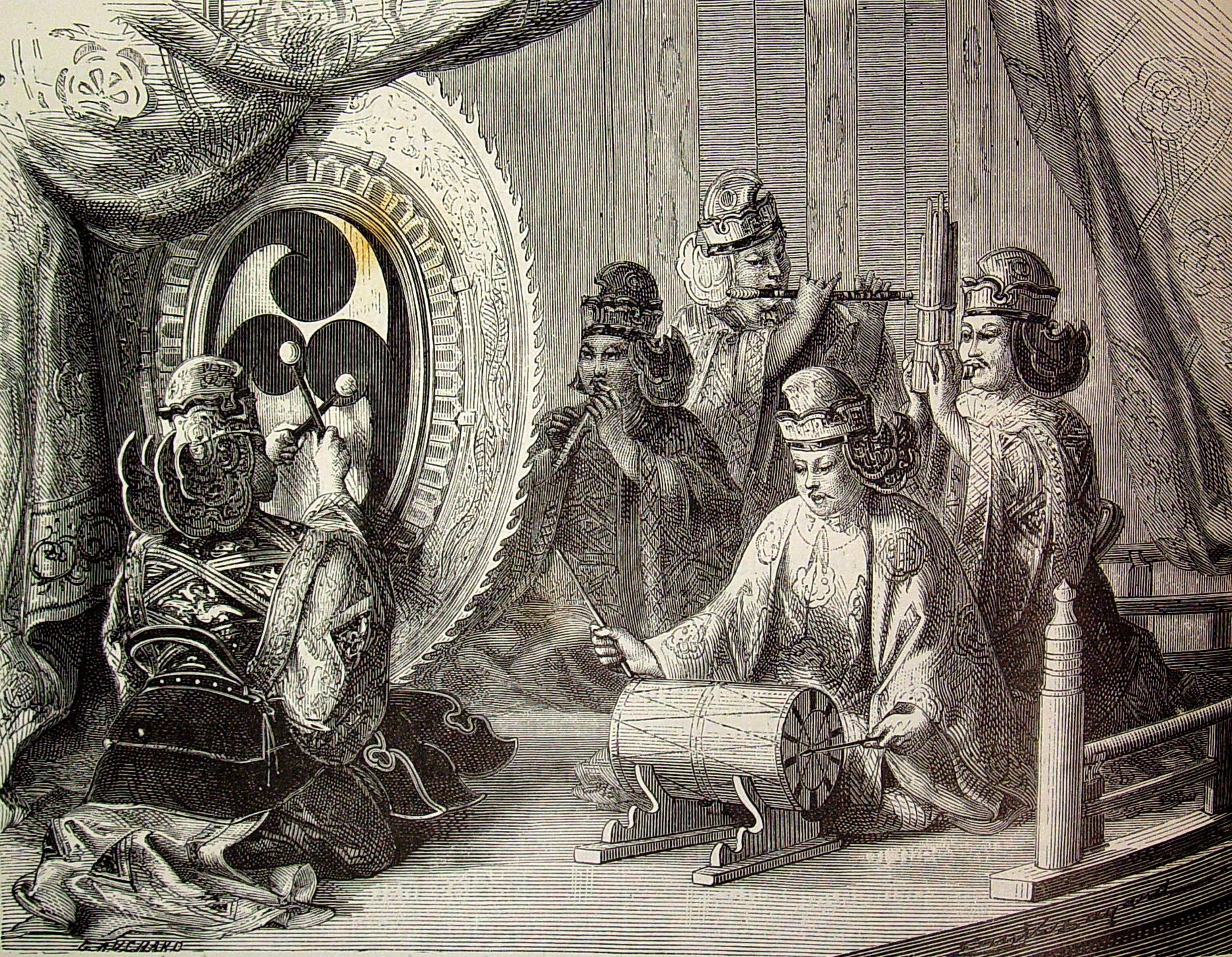
갈고, 가운데

갈고（羯鼓）는 과거 한국에서 사용되었던 무율 타악기이다. 혁부악기에 속한다.
장구와 거의 같은 모양이며 다만 축수가 양쪽으로 죄게 되고 열채를 양손에 쥐고 친다. 채를 양손에 쥐고 친다 하여 '양장구'라고도 부른다. 서역에서 나온 악기이며 한국에서는 언제부터 써 왔는지 밝혀져 있지 않으나 조선 말기에 궁중음악에 쓰였던 기록이 있다. 현재는 쓰지 않고 있다.